# Mastura Ardalan
Mah Sharaf Khanom Mastoureh Ardalan, o Mastura Ardalan (Sanandaj, 1805 – Sulaymaniyya, 1848), è stata una poetessa, scrittrice e storica curda.

## Biografia

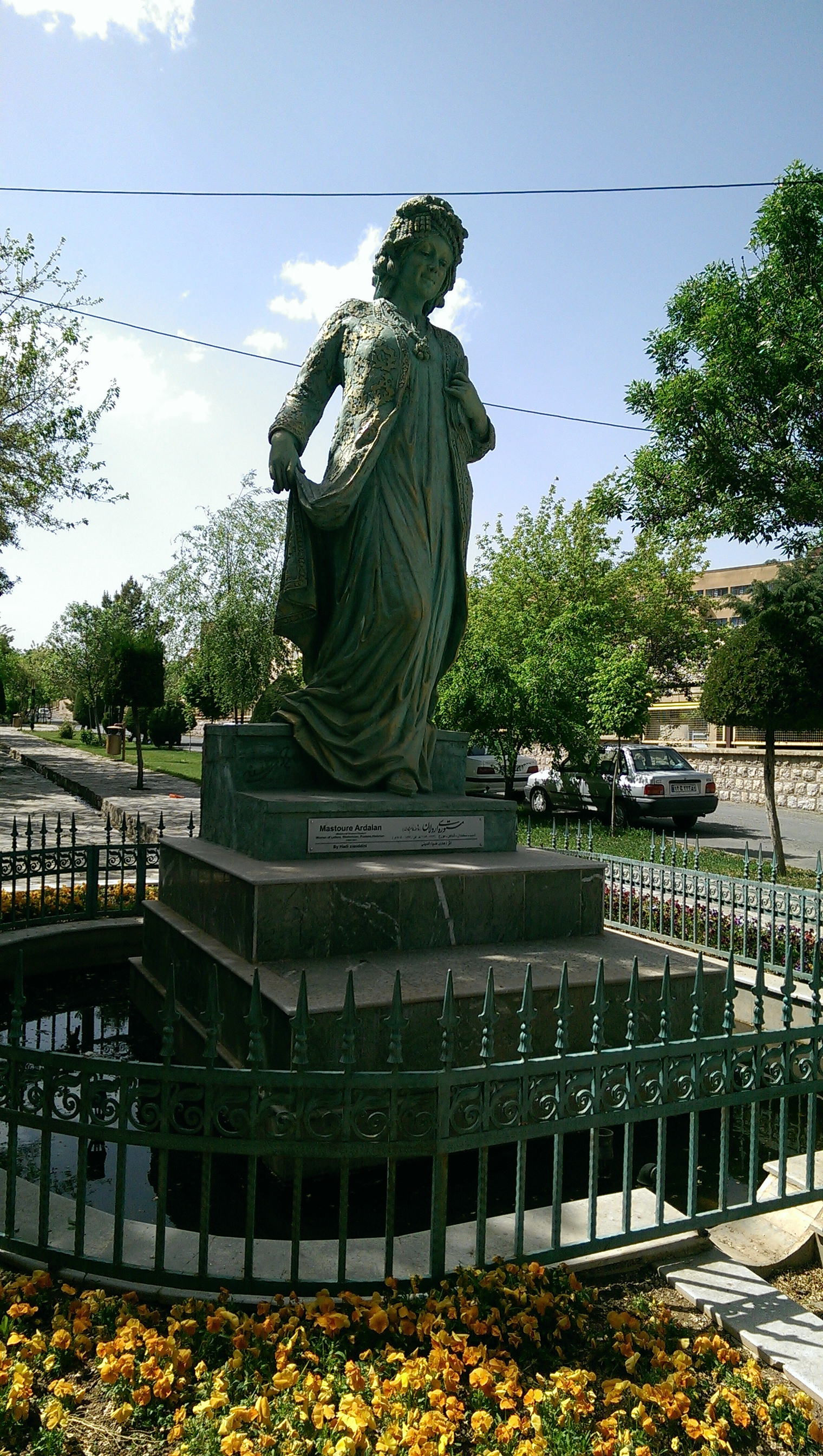
Statua di Mastoure Ardalan a Sanandaj, Kurdistan iraniano

Nacque nel 1805 a Sanandaj (Senna) nel Kurdistan orientale/Kurdistan iraniano. Faceva parte dell'aristocrazia feudale alla corte del principato di Ardalan con sede a Sanandaj. Studiò curdo, arabo e persiano sotto la supervisione di suo padre, Abolhasan Beig Qadiri. Suo marito Khasraw Khani Ardalan fu il sovrano del principato dal 1824 alla morte nel 1834. La morte del marito lasciò il principato vulnerabile alle interferenze esterne. Quando lo Stato del Qajar conquistò il territorio di Ardalan nel XIX secolo, lei e la sua famiglia fuggirono nel principato di Baban con sede a Sulaymaniyya. Suo figlio Reza Qulikhan, successore di Khasraw Khan, fu imprigionato dai Qajar.
Ardalan morì a Sulaymaniyya nel Kurdistan meridionale/Kurdistan iracheno nel 1848 a 43 anni.

## Produzione letteraria
Ardalan scrisse diversi libri di poesia, storia e letteratura. Utilizzò principalmente il dialetto curdo Hawrami o Gorani e il persiano, ma scrisse anche alcune poesie in curdo centrale La maggior parte della sua poesia curda venne dimenticata durante il XX secolo e fu riscoperta e pubblicata tra la fine del XX e l'inizio del XXI secolo. Era una poetessa, l'unica intellettuale donna ben nota del Kurdistan e si dice che fosse la prima e unica storiografa donna del Medio Oriente fino alla fine del diciannovesimo secolo. Scrisse un libro particolarmente importante sulla storia della dinastia curda degli Ardalan e una breve opera sulla dottrina islamica. Scrisse inoltre una raccolta di poesie, che è stata ripubblicata.

## Eredità
Il suo 200º compleanno è stato celebrato nel 2005 in un festival a Hewler (Erbil), nella regione del Kurdistan iracheno, dove è stata svelata la sua statua durante una cerimonia. Dall'11 al 15 dicembre 2005 si è tenuto a Erbil un convegno sulle opere di Mastoureh. Oltre cento personalità scientifiche e culturali provenienti da tutto il mondo hanno partecipato al congresso nel Kurdistan iracheno, in cui sono stati presentati trenta articoli in curdo, persiano, inglese e arabo sulla vita e le opere di Mastoureh Ardalan. Durante il congresso molte delle sue opere sono state pubblicate dagli organizzatori in persiano e curdo.
Una statua di Ardalan dello scultore iraniano Hadi Ziaoddinni (Zia'-od dini) è collocata a Sanandaj, in Iran.

## Opere
- Mah Sharaf Khanum Kurdistani, a cura di EI Vasileva, Khronika Doma Ardalan: Ta'rikh-I Ardalan, ISBN 5-02-016559-X / ISBN 502016559X.
- Divan-i Masturah Kurdistani, raccolta di poesie, 238 pp., 1998, ISBN 964-6528-02-3.